# MDL (Programmiersprache)
MDL (MicroStation Development Language) ist die Programmiersprache des CAD-Systems MicroStation von Bentley Systems. Sie ist im Lieferumfang der Software enthalten.
Darüber hinaus wird auch die Programmiersprache MIT Design Language als MDL bezeichnet.
Bei der Versionsumstellung von MicroStation J (V7) auf MicroStation V8 im Jahre 2002 gab es erstmals eine Veränderung in der Syntax, die bei allen Anwendungen eine Migration des Programmcodes notwendig machte. Einige Anwendungen sind nun nicht mehr lauffähig.